# Веласко, Конча
Ко́нча Вела́ско (исп. Concha Velasco, также Кончита Веласко, полное имя Консепсьо́н Вела́ско Варо́на, исп. Concepción Velasco Varona; 29 ноября 1939, Вальядолид, Кастилия и Леон — 2 декабря 2023, Махадаонда, Мадрид) — испанская актриса

, певица, танцовщица и телеведущая. Лауреат многочисленных теле- и кинопремий, в том числе Fotogramas de Plata и Малагского кинофестиваля.

## Биография
Училась классическому и испанскому танцу в Королевской консерватории в Мадриде. Начинала в балетной труппе оперного театра в Ла-Корунье, работала в танцевальной труппе Маноло Караколя. Много снималась в кино с середины 1950-х годов, но больший успех ожидал её на театральных подмостках. С 1960-х годов работала на телевидении, снималась в телевизионных театральных постановках и вела телевизионные передачи.
В 1976—2005 годах состояла в браке с актёром и театральным режиссёром Пако Марсо. Мать двоих сыновей. Мануэла Веласко — племянница Кончи Веласко.
В 1997 году номинировалась на премию «Гойя» как лучшая актриса за роль в фильме «За садом».
В 2013 году удостоена премии «Гойя» за свой вклад в кинематографическое искусство Испании.
7 октября 2016 года награждена Большим крестом Ордена Альфонса X Мудрого.
Скончалась 2 декабря 2023 года на 85-м году жизни. 
5 декабря 2023 года посмертно награждена Большим крестом ордена Изабеллы Католической.

## Дискография

### Альбомы
- En La Película «Pero… ¿En Que Pais Vivimos?» (совместно с Маноло Эскобаром, 1967)
- Mata-Hari (совместно с Антоном Гарсией Абрилем и Адольфо Марсильячем, 1983)
- El Águila De Fuego (совместно с Франциско Валладаресом и Педро Осинагой, 1985)
- La Hechicera En Palacio (совместно с Франциско Валладаресом, 1985)